# Vannier (métier)
 (décembre 2022).
Si vous disposez d'ouvrages ou d'articles de référence ou si vous connaissez des sites web de qualité traitant du thème abordé ici, merci de compléter l'article en donnant les références utiles à sa vérifiabilité et en les liant à la section « Notes et références ».
Pour les articles homonymes, voir Vannier.

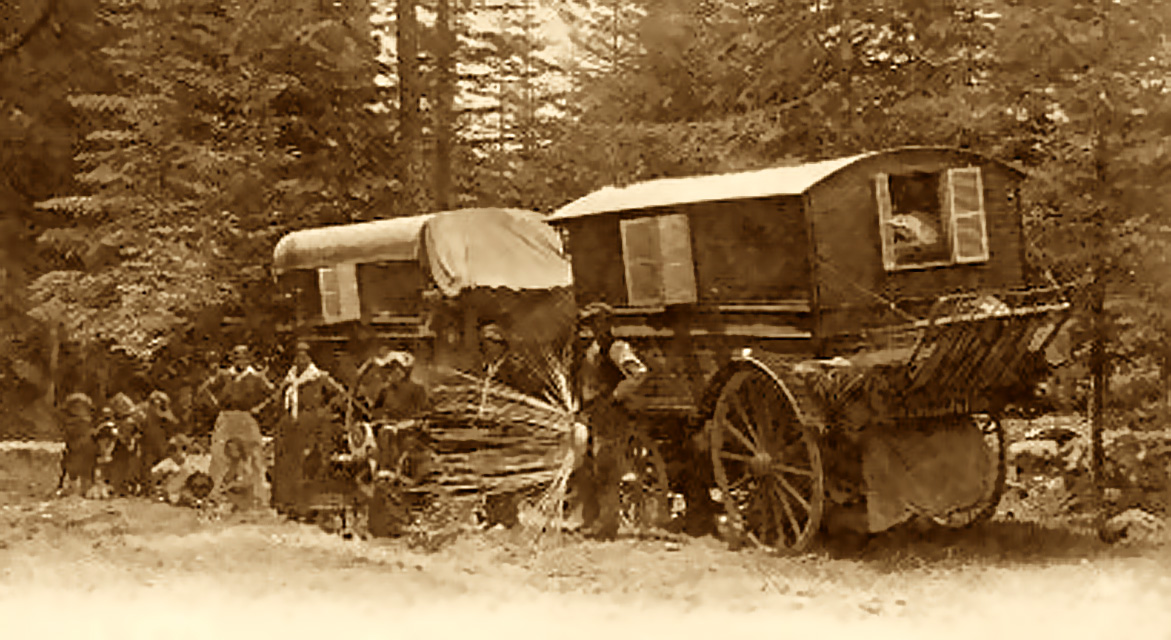
Verdines de vanniers à l'orée d'une forêt au début du XXe siècle

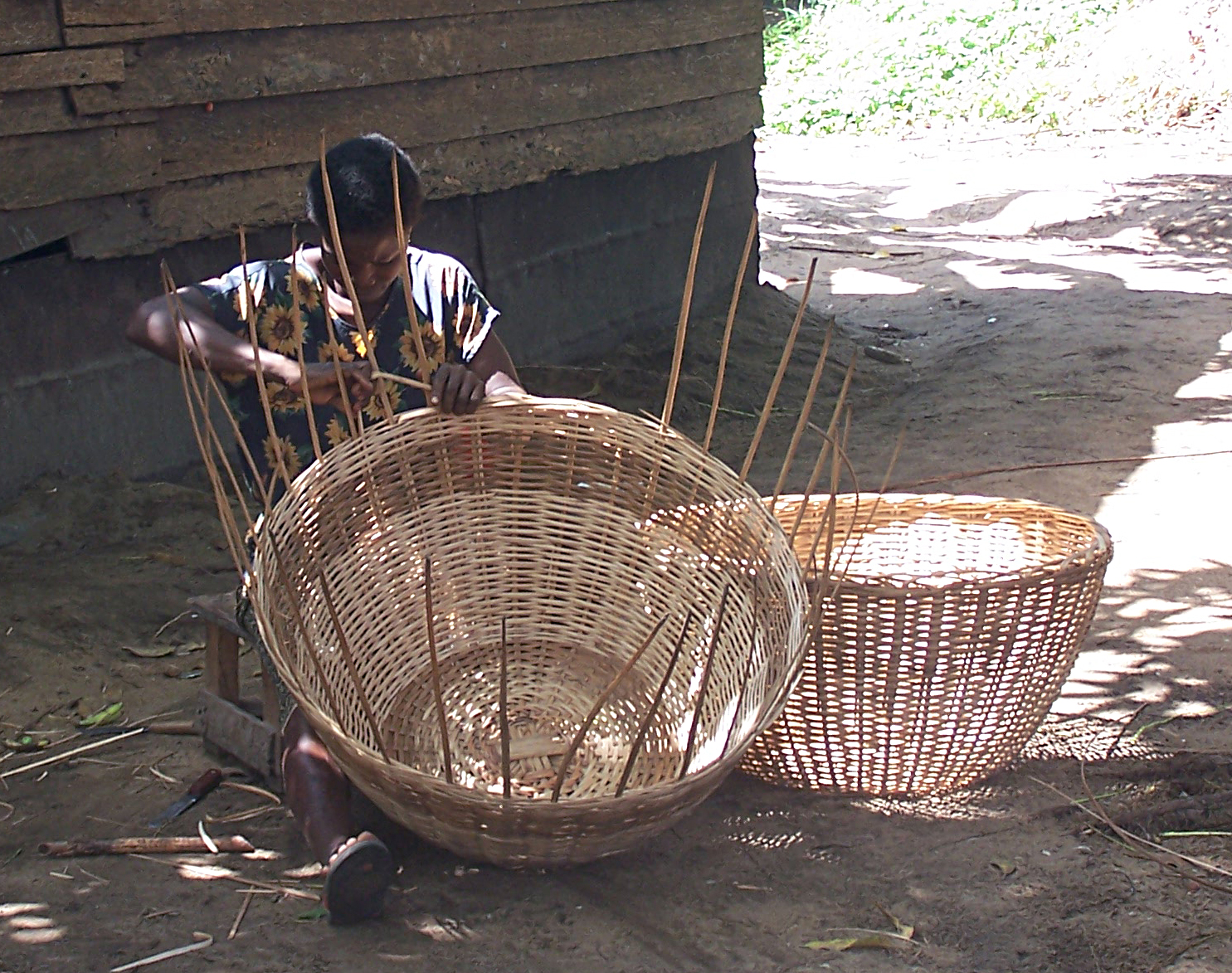
Confection de paniers

Un vannier est un artisan chargé de confectionner des objets décoratifs ou utilitaires à l'aide de tiges fines et flexibles (rotin, osier, paille tressée, raphia, roseaux, baguettes de bois...) préalablement choisies en fonction de l'effet recherché. Pour ce faire, il met en œuvre les techniques spécifiques au travail des fibres végétales (nœuds, tresses, entrelacs...). Les savoir-faire vanniers en Bretagne du Carbasson sont inscrits à l'Inventaire du patrimoine culturel immatériel français depuis 2015.
En France, en 1905, s'est ouverte l'École nationale d'Osiériculture et de Vannerie, à Fayl-Billot (Haute-Marne), capitale de la vannerie. Le bâtiment a fait l'objet d'une rénovation en 2021.
À Fayl-Billot, s'est créée en 1998 une association loi de 1901, le Comité de Développement et de Promotion de la Vannerie ou CDPV qui regroupe des professionnels vanniers et osiériculteurs de toute la France, des élus bénévoles et quelques sympathisants. Cette association s'est donné pour but la valorisation des savoir-faire des vanniers.

## Réalisation
Il travaille avec ses mains et est souvent accroupi, assis sur un siège bas, une planche (la sellette) dans le but de l'isoler de l'humidité du sol ou à même le sol. L'objet qu'il fabrique est maintenu sur ou entre les genoux, ou bien sur une simple planche inclinée devant lui (l'établi). Dans ce dernier cas, l'objet est transpercé par un poinçon servant d'axe de rotation permettant le déplacement au cours de la réalisation du tressage.

## Formation
Ce métier est accessible à l'issue de formations dispensées par l'enseignement professionnel en vannerie et en sparterie. Plus généralement, l'apprentissage s'effectue auprès d'un professionnel confirmé.
Le Centre de Formation Professionnelle et de Promotion Agricoles (CFPPA) de Fayl-Billot organise chaque année des stages de formation professionnelle.

## Exigences de base

### Connaissances et compétences techniques
- Connaître et utiliser les différents types de matières souples (textiles, cuirs, fibres synthétiques), leur traitement et transformation
- Connaître les techniques et matériaux relatifs à la sparterie
- Finir les objets tressés : teinture, peinture, vernis
- Préparer la fabrication par le tri des fibres utilisées et le tressage des chaumes

### Compétences génériques
- Avoir le sens des formes et des proportions
- Être habile manuellement, avoir de la dextérité.

## Outils du vannier
- Serpette,
- Coupe-osier,
- Plane,
- Marteau de vannier,
- Epingle à tracer,
- Poinçon,
- Cuve à tremper
- Couteau éplucheur d'osier.